# Sommerloch
Das Sommerloch ist eine Bezeichnung in Bezug auf die Massenmedien, besonders der Tagespresse und der Nachrichtenagenturen, für eine nachrichtenarme Zeit, die vor allem durch die Sommerpause der politischen Institutionen und Sport-Ligen, ferner auch der kulturellen Einrichtungen bedingt ist.
Viele Politiker befinden sich im Sommerurlaub; es finden weniger politisch relevante Ereignisse und Termine statt. Sportvereine haben in dieser Zeit keine bedeutsamen Spiele oder Wettkämpfe. Der Nachrichtenumsatz der Presseagenturen geht daher spürbar zurück. In dieser in der Regel nachrichtenarmen Zeit berichten die Medien dann auch über Ereignisse und Personen, für die sonst keine Sendezeit und kein Platz in den Zeitungen wäre, oder vermelden häufiger vermeintliche Sensationsmeldungen ohne Nachrichtenwert – wie beispielsweise 2010 die über Twitter gepushte lokale Berichterstattung über einen vandalierten Blumenkübel – die sich eventuell als Zeitungsenten entpuppen. Ebenso nutzen Lobbyisten und sogenannte Hinterbänkler das Sommerloch teilweise, um sich mit eigenen Themen ins Gespräch zu bringen.
In ähnlicher Bedeutung wird der früher entstandene Ausdruck Sauregurkenzeit gebraucht.

## Sommerlochtiere
Sommerlochtiere ist eine humorige Bezeichnung für Tiere, die während des nachrichtenarmen Sommerlochs zum Gegenstand der Berichterstattung in Nachrichtenmedien werden. Das langlebigste und weltweit bekannteste Sommerlochtier ist das Ungeheuer von Loch Ness. Typische Beispiele sind entlaufene oder ausgesetzte nichteinheimische Wildtiere, von denen eine potentielle Gefahr für Menschen ausgeht, bisweilen auch Haustiere, die sich durch Flucht ihren Besitzern entziehen, oder gestorbene alte Zootiere. In manchen Jahren finden diese kuriosen Geschichten über etliche Tage, ja sogar Wochen hinweg höchste Aufmerksamkeit. Im Sommer 1982 trieb sich beispielsweise über mehrere Wochen im Süden Dänemarks angeblich ein Puma herum (siehe auch den Artikel Alien Big Cats). Die dänische Polizei begab sich erfolglos auf die Jagd nach dem Tier. 33 Jahre später wurde noch einmal ein vermeintlicher Puma gesichtet, den diesmal die deutsche Polizei in der Grenzstadt Flensburg beim Stadtbezirk Friedenshügel vergeblich suchte. Weitere Beispiele solcher Sommerlochtiere sind der Brillenkaiman Sammy (1994), „Killerwels“ Kuno (2001),„Problembär“ Bruno (2006), der Schwan Petra (2006 bis 2008), die Kuh Yvonne (2011), das Leistenkrokodil Max (2015), „Problemstorch“ Ronny (2016), eine Gelbe Anakonda im Latumer See (2018), die angebliche, später auf ein Wildschwein zurückgeführte Löwinnensichtung in der Gemeinde Kleinmachnow bei Berlin (2023), eine später auf eine Hauskatze zurückgeführte Pumasichtung in Braunsbedra am Geiseltalsee (2025). sowie die Welsangriffe im Brombachsee 2025.